# Непобедима любов
Непобедима любов (на испански: El amor invencible) е мексиканска теленовела, режисирана от Ерик Моралес, Бони Картас и Карлос Алкасар и продуцирана от Хуан Осорио за ТелевисаУнивисион през 2023 г. Версията, разработена от Пабло Ферер Гарсия-Травеси и Сантяго Пинеда Алиседа съвместно с Марта Хурадо, е базирана на португалската теленовела Солено море, създадена от Инес Гомес през 2014-2015 г.
В главните роли са Анжелик Бойер и Данило Карера, а в отрицателните – Даниел Елбитар, Марлене Фавела, Виктор Гонсалес и Гилермо Гарсия Канту. Специално участие вземат Габриела Платас, Алехандра Амброси, Хуан Солер, Летисия Калдерон, Лус Мария Херес и Арселия Рамирес.

## Сюжет
Преди петнадесет години в малко градче на мексиканското тихоокеанско крайбрежие, младата рибарка Марена Рамос претърпява злополука заради Гаел Торенегро, наследник на една от най-важните пивоварни в Мексико. Страхувайки се от гнева на баща си, Рамсес Торенегро, Гаел плаща за рехабилитацията на Марена с местния терапевт Адриан Ернандес, което създава силно привличане между Марена и Гаел, а Адриан се влюбва в младата жена.
Между тях бързо се заражда сърдечен триъгълник, но Марена поддържа връзка само с Гаел, като в крайна сметка забременява с близнаци. Той настоява за аборт, след като баща му разбира за връзката между сина му с младата жена, но Марена решава да продължи бременността си и получава невероятна подкрепа от местната лекарка Консуело Домингес. Марена и Адриан се натъкват на мрежа за трафик на жени, организирана от Рамсес Торенегро, и Марена я разобличава пред властите, с опустошителния ефект, че цялото ѝ семейство загива, а тя е сериозно ранена. Гаел моли баща си да спаси децата, така че Рамсес решава да вземе бебетата и да я подпали болницата, за да накара свидетелите да млъкнат. Адриан спасява детето и когато се връща да търси Марена, той вярва, че тя е мъртва.
Петнадесет години по-късно Марена има нова самоличност: Леона Браво, в сърцето и ума си, търси справедливост, така че всеки, който е причинил нейната трагедия, да плати. Адриан Ернандес обаче също променя самоличността си и сега се нарича Давид Алехо, терапевт в детския рехабилитационен център, който също иска да отмъсти на ядрото на семейство Торенегро за убийството на любовта на живота му. Семейството му го следва, включително Бенхамин, момчето, което сестра му Хасинта осиновява и отгледжа като свое. Съдбата отново среща Леона и Давид в квартал на град Мексико.
Давид решава да разкрие на Леона, че децата ѝ са оцелели от пожара, но той премълчава, като ѝ казва, че Бенхамин е негов син. Леона и Давид решават да се вмъкнат в живота на Торенегро. Леона е хваната в постоянен дебат между това къде са децата ѝ и нейния план за справедливост. Любовта между Леона и Давид расте, но между тях има ожесточено съперничество, Леона открива, че Давид я е излъгал за Бенхамин. Тя се чувства предадена и решава да се омъжи за Гаел с единствената цел да въздаде справедливост. Така Леона получава силата да разбие цялото семейство Торенегро.
На пътешествие на справедливост и романтика, Леона Браво и Давид Алехо постепенно откриват, че никой няма да спре непобедимата любов, която двамата споделят.

## Актьори
- Анжелик Бойер – Марена Рамос / Леона Браво
  - Далекса Менесес – Марена Рамос (млада)
- Данило Карера – Адриан Ернандес / Давид Алехо
  - Микел Матеос – Адриан Ернандес (млад)
- Летисия Калдерон – Хосефа Айспуро де Торенегро
- Даниел Елбитар – Гаел Торенегро Айспуро
  - Дани Мендоса – Гаел Торенегро Айспуро (млад)
- Марлене Фавела – Колумба Виляреал де Торенегро
- Гилермо Гарсия Канту – Рамсес Торенегро
- Арселия Рамирес – Консуело Домингес
- Габриела Платас – Камила Торенегро Айспуро де Пералта
- Алехандро Аброси – Каликсто Пералта
- Лус Мария Херес – Клара
- Исабела Тена – Ана Хулия Пералта Торенегро
- Емилиано Гонсалес – Бенхамин Гарсия
- Ана Тена – Долорес Гарсия
- Карла Гайтан – Ицел
- Лукас Уркихо – Тео
- Хуан Солер – Аполо Торенегро
- Луис Артуро – Ромео
- Абрил Мишел – Кика Торенегро

## Премиера
Премиерата на Непобедима любов е на 20 февруари 2023 г. по Las Estrellas. Последният 80. епизод е излъчен на 9 юни 2023 г.
| Година | Излъчване              | Брой епизоди | Премиера         | Премиера         | Финал      | Финал            |
| Година | Излъчване              | Брой епизоди | Дата             | Рейтинг (в млн.) | Дата       | Рейтинг (в млн.) |
| ------ | ---------------------- | ------------ | ---------------- | ---------------- | ---------- | ---------------- |
| 2023   | понеделник-петък 21:30 | 80           | 20 февруари 2023 | 3.9              | 9 юни 2023 | 4.0              |

## Продукция

### Развитие
През юли 2022 г. продуцентът Хуан Осорио обявява, че започва предпродукция на следващата си теленовела, чието работно заглавие е Невъзможна любов (Amor imposible). Записите на теленовелата започват на 7 ноември 2022 г.

### Кастинг
През август 2022 г. Анет Мишел е потвърдена като част от актьорския състав. На 22 септември 2022 г. e съобщено, че Летисия Калдерон се присъединява към актьорския състав. Анжелик Бойер и Данило Карера са потвърдени за главните роли на 7 октомври 2022 г. Седмица по-късно Гилермо Гарсия Канту, Лус Мария Херес, Марджори де Соуса и Даниел Елбитар се присъединяват към актьорския състав. Малко по-късно същия месец е обявено, че Марлене Фавела ще е част от теленовелата. На 27 октомври 2022 г. е съобщено, че Марджори де Соуса и Анет Мишел са напуснали продукцията. Мишел обяснява, че е напуснала поради факта, че не е приключила навреме снимките на игрален филм, докато Де Соуса е отпаднала, защото все още не е завършила снимките на теленовелата Графът: Любов и чест.

## Версии
- Солено море (Mar salgado), португалска теленовела от 2014-2015 г., създадена от Инес Гомес, режисирана от Бруно Жосе и Патрисия Секейра за канал SIC, с участието на Маргарида Вила-Нова, Жосе Фидалго, Жоана Сантуш и Рикардо Перейра.